# Антимово (Видинская область)
Антимово (болг. Антимово) — село в Болгарии. Находится в Видинской области, входит в общину Видин. Население составляет 605 человек.

## Политическая ситуация
В местном кметстве Антимово, в состав которого входит Антимово, должность кмета (старосты) исполняет Светослав Любенов Флоров (коалиция в составе 3 партий; Болгарская социалистическая партия (БСП), Земледельческий союз Александра Стамболийского (ЗСАС), Объединённый блок труда (ОБТ)) по результатам выборов.
Кмет (мэр) общины Видин — Румен Ангелов Видов (Граждане за европейское развитие Болгарии (ГЕРБ)) по результатам выборов.